# РД-170
РД-170 (РД-170, Ракетный Двигатель-170, Ракетни Мотор-170) је најмоћнији ракетни мотор на течно гориво до сада, на нивоу мора производи 7.550 кN потиска. Дизајниран је од стране дизајнерског бироа НПО Енергомаш у Совјетском Савезу и направљен за употребу на ракети Енергија. Мотор сагорева смешу горива РП-1 и течног кисеоника у четири млазнице у које их доводи једна турбопумпа снаге 170 MW.